# Clematis hilariae
Clematis hilariae là một loài thực vật có hoa trong họ Mao lương. Loài này được Kovalevsk. mô tả khoa học đầu tiên năm 1967.